# Смена-35
Сме́на-35 — шкальный советский фотоаппарат, выпускавшийся объединением ЛОМО с 1990 года.
Камера представляла собой обновлённый образец фотоаппарата «Смена-8М» в новом корпусе с центральным синхроконтактом.

## Технические характеристики
- Объектив — триплет Т-43 4/40 (три линзы в трёх компонентах), несменный, просветлённый. Угол поля зрения объектива — 55°. Диафрагма ирисовая. Резьба под светофильтр отсутствует.
- Доступные значения диафрагм — от f/4 до f/16.
- Затвор — центральный, залинзовый, отрабатываемые выдержки — 1/15, 1/30, 1/60, 1/125, 1/250 и выдержка от руки. Взвод затвора не сблокирован с перемоткой плёнки.
- Тип применяемого фотоматериала — фотоплёнка типа 135 в кассетах. Размер кадра — 24 × 36 мм.
- Корпус — пластмассовый (полистироловый, в отличие от бакелитового корпуса прежних моделей), с открывающейся задней стенкой. Приёмная катушка несъёмная. Съёмка в пустую кассету невозможна. Счётчик кадров с ручной установкой первого кадра.
- Видоискатель оптический параллаксный.
- Только центральный синхроконтакт.

## Преимущества и недостатки по сравнению с фотоаппаратом «Смена-8М»
- Более современный внешний вид.
- Рычаг взвода затвора находится в более защищённом от случайного прикосновения месте, невзведённый рычаг виден в поле зрения видоискателя.
- Фотоаппарат «Смена-35» комплектовался крышкой объектива.
- В «Смена-35» применён более совершенный оптический видоискатель.
- Вместо кабельного синхроконтакта появился центральный синхроконтакт.
- Спусковая кнопка может фиксироваться в нажатом положении для продолжительной выдержки.
- Фотоаппарат «Смена-35» обладает повышенным светорассеянием, съёмка с источником света в кадре практически невозможна.
- Стала невозможной съёмка в пустую кассету (без обратной перемотки). Взамен появилась усовершенствованная головка обратной перемотки.
- Вместо жёсткого футляра появился мягкий чехол.
- На оправе объектива отсутствует шкала глубины резко изображаемого пространства.
- Отсутствует резьба под светофильтр и под спусковой тросик.

## Галерея

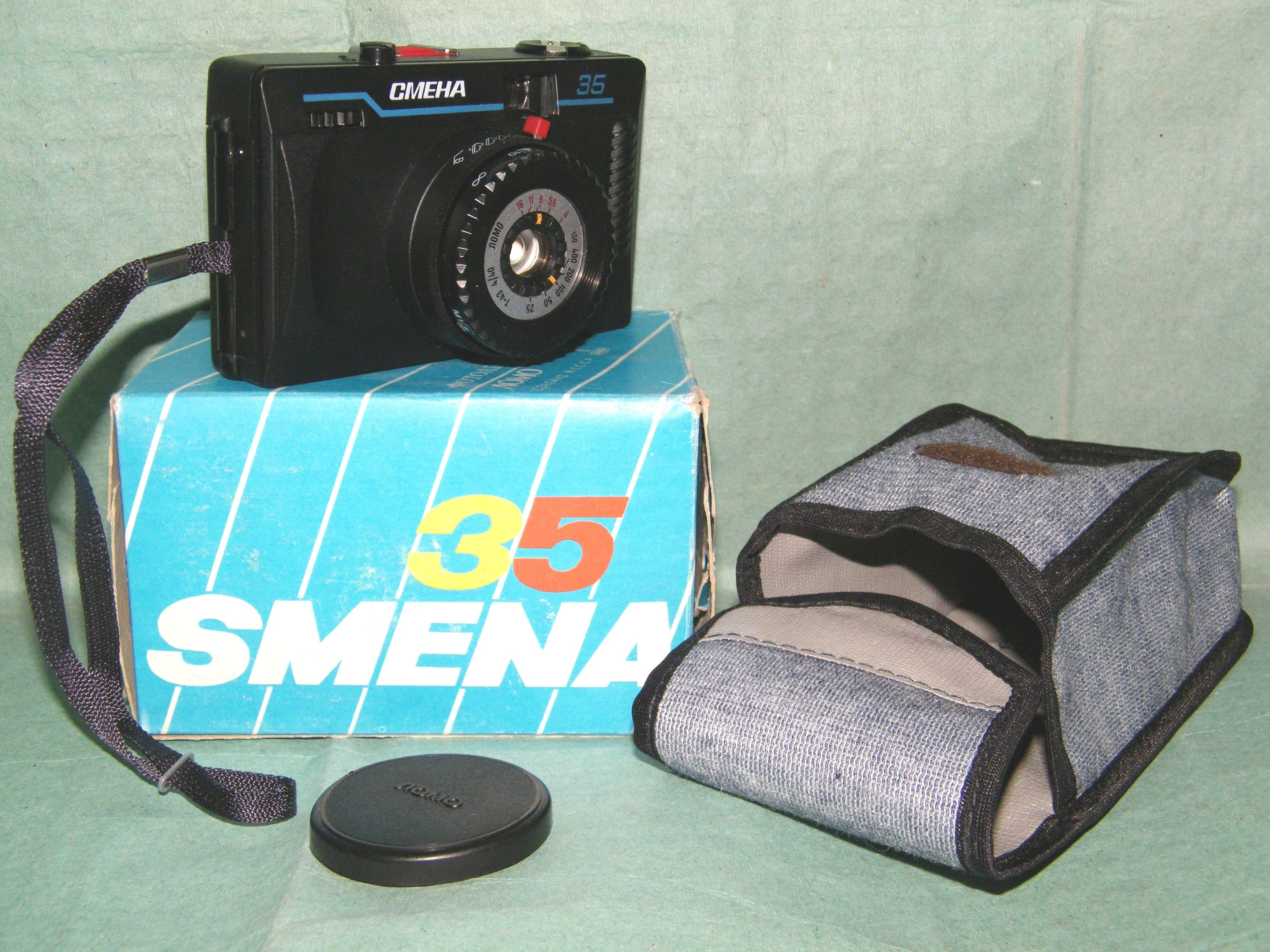
«Смена-35», комплектация
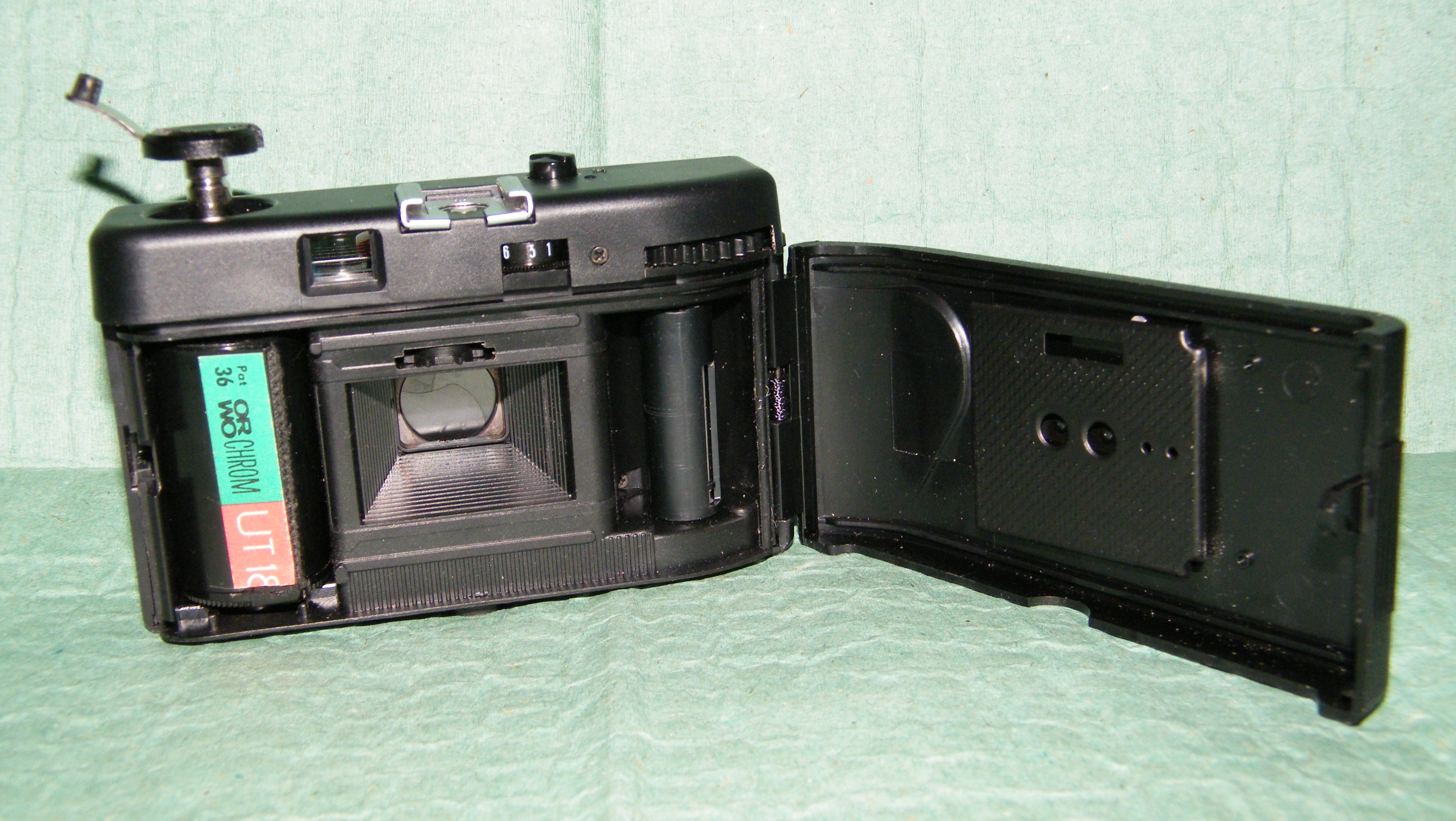
«Смена-35», открыта задняя стенка
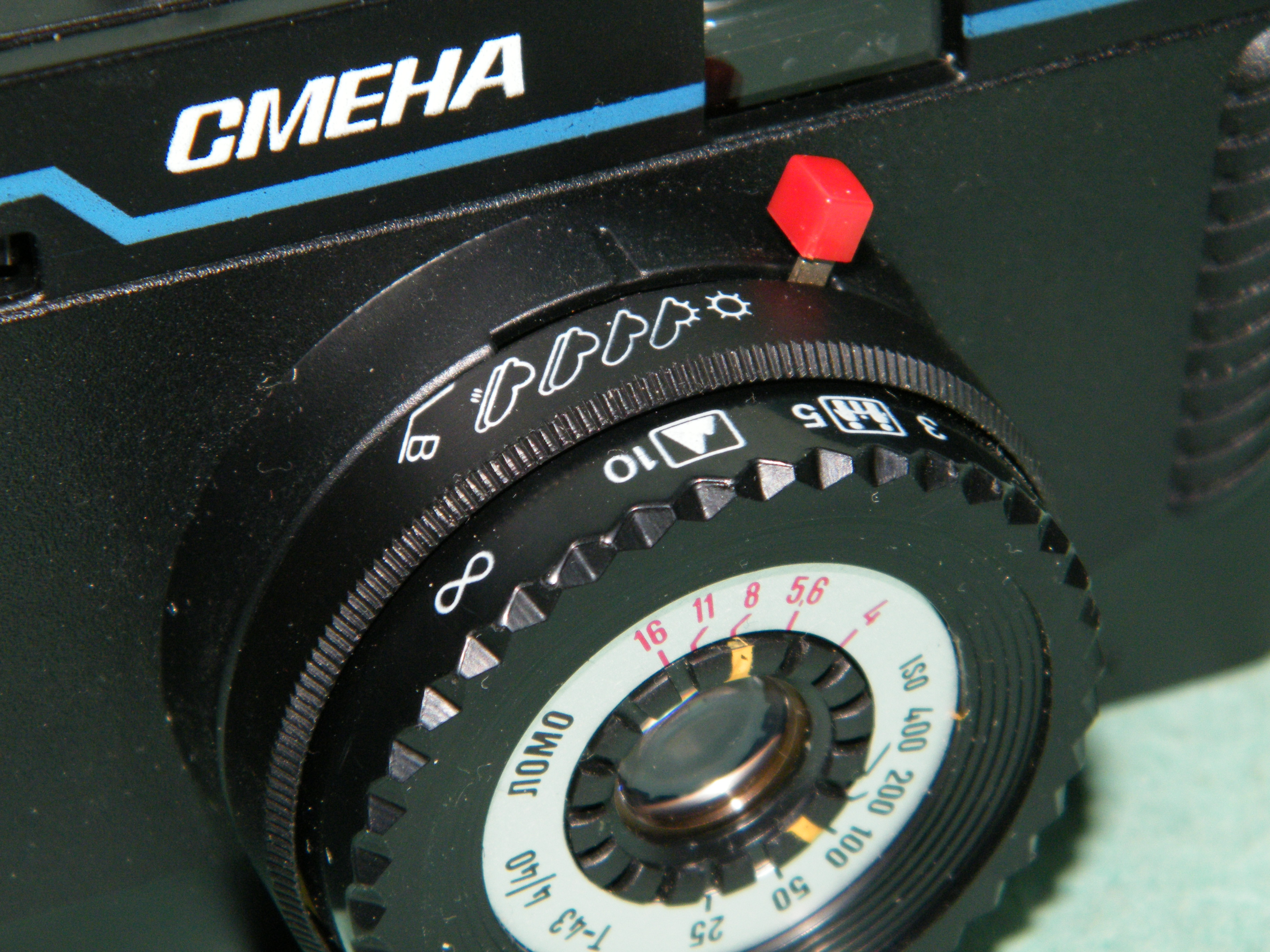
Объектив «Т-43» 4/40